# Naděžda Kavalírová
Naděžda Kavalírová (Opočno, 13 de novembre de 1923 - Pardubice, 20 de gener de 2017) va ser una física txeca, activista per als drets humans i presonera política que es va implicar molt activament en la resistència contra el govern comunista txecoslovac.Més tard, va dirigir la Confederació de Presoners Polítics  (Konfederace politických vězňů České republiky) des de 2003 fins a la seva mort el gener de 2017.
Després del cop d'estat de 1948 del govern comunista, Kavalírová va ser expulsada de la facultat de Medicina a la Charles University de Praga a causa de la seva participació en el Partit Nacionalsocialista txec. Seguidament, va esdevenir una important activista contra el govern comunista. L'any 1956 va ser jutjada per traïció i espionatge contra el govern comunista. Va ser condemnada a tres anys de presó des de 1956 fins a 1959.
Kavalírová va dirigir l'Institut per l'Estudi dels Regims Totalitaris des de 2007 fins a 2013. A més, també va ser la presidenta de la Confederació de Presoners Polítics des de 2003 fins que es va morir el 2017.